# スティーヴン・ハーパー
スティーヴン・ジョセフ・ハーパー（Stephen Joseph Harper, 1959年4月30日 - ）は、カナダの政治家。第28代カナダ首相。オンタリオ州トロント、アルバータ州カルガリー出身。

## 来歴
3人兄弟の長男として、トロントに生まれる。父親のジョセフはエクソンモービル系石油会社インペリアル･オイルに勤務する会計士であった。トロント大学へ進学したが2ヶ月で中途退学し、父親の勤めるインペリアル・オイル社のメール室で勤務する。その後同社のコンピューター部門へ異動する。大学へ戻り、カルガリー大学へ進学。カルガリー大学で経済学を専攻し卒業する。その後大学院へ進学し、1993年にカルガリー大学大学院で経済学修士号を取得する。
ハーパーは改革党に創設時から参加したが、マニング党首と対立して下院議員を辞職し、一時政界を去って圧力団体全国市民連合の代表となった。2002年にストックウェル・デイの後任として、カナダ同盟の党首に就任して国政に復帰し、2003年にはカナダ進歩保守党のピーター・マッケイと、カナダ同盟と進歩保守党が合併しカナダ保守党を結成することで合意。2004年3月にこの新しい党の初代党首に選出された。2006年1月の総選挙で勝利し、少数与党ながら政権の座に着いた。2008年10月の総選挙では、議席数を伸ばし第一党の座を維持したが過半数を確保することは出来ず、引き続き少数与党として政権を運営することとなった。
カナダ自由党政権時代にイラク戦争やミサイル防衛を巡ってぎくしゃくしがちだった対米関係の改善を標榜し、ブッシュ政権との関係を大幅に改善した。
財政状況が苦しい中、景気刺激策のため法人税減税を表明したことや、またアメリカより購入する戦闘機が高額なことが野党の反発を招き、2011年3月25日に不信任案を可決された。これに対し、ハーパー首相は翌26日に下院を解散、5月2日に総選挙が行われることになった。総選挙では与党保守党は大方の予想に反し、過半数155議席を大きく上回る議席を獲得した。
2012年3月24日から26日にかけて来日し、25日には野田佳彦首相と会談した。安全保障分野や貿易について、意見交換を行った。経済連携協定（EPA）締結に向けた交渉に入ることで合意した。
2015年10月19日に投開票された総選挙ではジャスティン・トルドー率いるカナダ自由党に大敗を喫し、3期9年半に及んだ政権は幕を下ろした。

## 政治姿勢

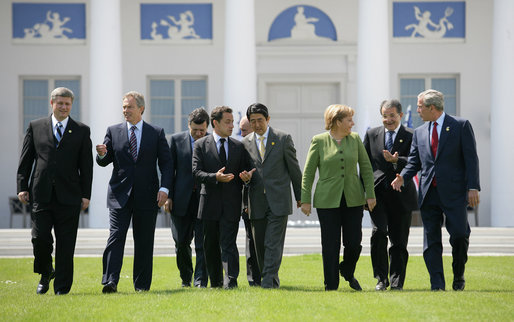
2007年、ドイツメクレンブルク＝フォアポンメルン州ハイリゲンダムでの第33回主要国首脳会議（ハイリゲンダムサミット）にて

2008年6月11日に、カナダ国内の先住民への同化政策（民族文化の抹殺）をはじめとする数々の差別・抑圧を謝罪し、二度とあってはならない歴史であると述べた。